# Тре Кашине (Лоди)
Тре Кашине је насеље у Италији у округу Лоди, региону Ломбардија.
Према процени из 2011. у насељу је живело 14 становника. Насеље се налази на надморској висини од 66 м.